# 奥兰海事博物馆

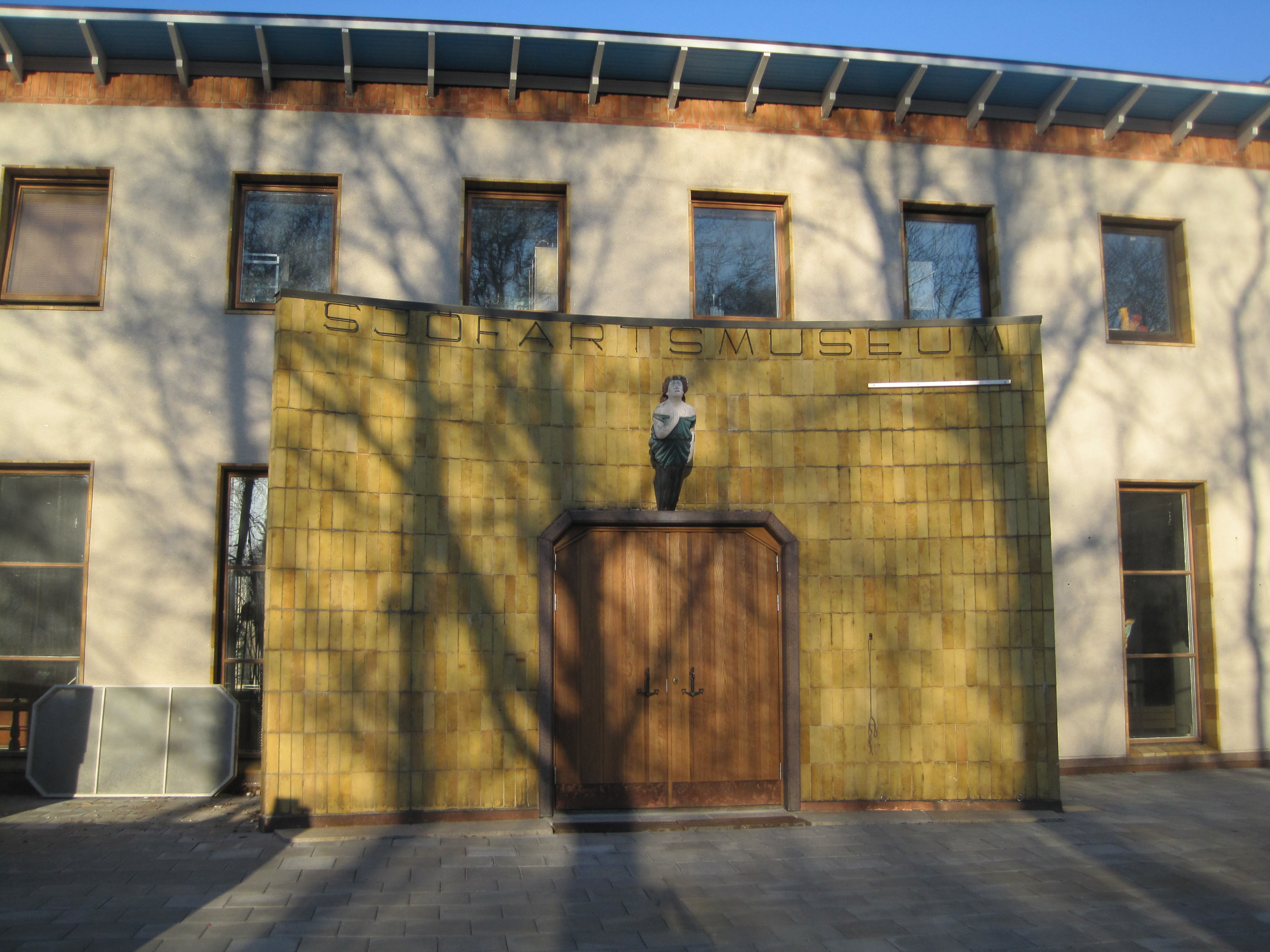
奥兰海事博物馆

奥兰海事博物馆（瑞典語：Ålands sjöfartsmuseum）是位於芬蘭奧蘭群島的一座博物館。奧蘭海事博物館和奧蘭博物館並為奧蘭群島最重要的兩座博物館之一，也被認為是世界最好的商船博物館之一。博物館的商店出售明信片等紀念品。